# Marianne Zilles
Marianne Zilles, auch Marianne Schulze Zilles, (* 1950 in Berlin; † 9. September 1999 in Aachen) war eine deutsche Schauspielerin.
Zilles absolvierte von 1970 bis 1974 ein Puppenspiel- und Schauspielstudium an der Hochschule „Ernst-Busch“ in Berlin. 1976 trat sie am Theater Prenzlau in dem Theaterstück „Sommer in Heidkau“ von Helmut Sakowski auf; Regie führte Rainer Nitzke. In einer damaligen Aufführungskritik wurden ihr „feinsinniges gestisches Spiel“ und ihre „leise[n] Zwischentöne“ hervorgehoben.
Sie hatte Theaterengagements u. a. in Essen, Düsseldorf und München. Am Theater Essen trat sie 1987, neben Margit Carstensen als Gutsbesitzerin Ranjewskaja, die Gouvernante Charlotta Iwanowna in Tschechows Stück Der Kirschgarten auf. Seit 1996 war sie Ensemblemitglied am Theater Aachen. Dort spielte sie u. a. in Heiner Müllers Theaterprojekt Verkommenes Ufer Medeamaterial Landschaft mit Argonauten, mit Benjamin Kradolfer als Partner.
Als ihren ersten Filmauftritt führt die Filmdatenbank IMDb das Fernsehlustspiel Ideen hast du, Liebling! von Rolf Neuparth aus dem Jahr 1983, eine Produktion des Fernsehens der DDR; Regie führte Alexander Wikarski. Zilles verkörperte, u. a. neben Helga Göring, Lotti Küppers, die Freundin der weiblichen Hauptfigur Constanze (Uta Schorn). Die Aufführung wurde im DDR-Fernsehtheater auf der Moritzburg in Halle/Saale aufgezeichnet.
1984 wirkte sie in dem Kriminalfilm Polizeiruf 110: Schwere Jahre (1. Teil) in einer kleinen Rolle als Irmchen (in der 1945 spielenden Rückblende) mit; ihre Mitwirkung wurde jedoch im Abspann nicht genannt. In der zweiten Staffel der Fernsehserie Rote Erde wirkte sie 1989, an der Seite von Jürgen Schornagel, in der Rolle der Frau Scherbaum mit. 1997 hatte sie eine Episodenrolle in der Fernsehserie Der Bergdoktor. Sie spielte in der Folge Bange Stunden die Imbissbudenbesitzerin Erna, die sich des hungrigen Jungen Maxl annimmt.
Gelegentlich arbeitete sie auch als Sprecherin für Hörspiele.

## Filmografie (Auswahl)
- 1983: Ideen hast du, Liebling! (Fernsehfilm)
- 1984: Polizeiruf 110: Schwere Jahre (1. Teil) (Fernsehfilm)
- 1989: Rote Erde (Fernsehserie; Seriennebenrolle)
- 1990: Der Rausschmeißer (Fernsehfilm)
- 1991: Sag mal A (Fernsehfilm)
- 1994: Die Stadtindianer (Fernsehserie; Seriennebenrolle)
- 1995: Neuschwanstein sehen und sterben (Kurzfilm)
- 1996: Die Kommissarin (Fernsehserie; Episodenrolle)
- 1996: Kurklinik Rosenau (Fernsehserie; Episodenrolle)
- 1996: Sturm im Anzug (Kinofilm)
- 1997: Der Bergdoktor (Fernsehserie; Episodenrolle)
- 1998: König auf Mallorca (Fernsehfilm)